# Kubaboa
Kubaboa (Chilabothrus angulifer) är en ormart som beskrevs av Gabriel Bibron 1843. Chilabothrus angulifer ingår i släktet Chilabothrus och familjen boaormar (Boidae). Inga underarter finns listade.

## Utbredning
Kubaboan förekommer på Kuba, ön Isla de la Juventud och närliggande småöar i Los Canarreos, Los Colorados och Sabana-Camagüey-arkipelagen. Arten lever i låglandet och i bergstrakter upp till 1200 meter över havet. Den vistas i olika slags skogar, buskskogar, träskmarker och på odlingsmark.

## Ekologi
Exemplaren är nattaktiva och gömmer sig på dagen i grottor, i jordhålor, i ihåliga träbitar och i liknande ställen. Födan utgörs främst av fladdermöss. Kubaboa äter även gnagare, småfåglar och sköldpaddor. Honor lägger inga ägg utan föder levande ungar.

## Hot
Beståndet hotas främst av landskapsförändringar och av bränder. Några exemplar fångas och används i den traditionella medicinen. Andra individer dödas av personer som inte vill ha ormar nära sin bostad. Kubaboa faller offer för introducerade rovlevande djur. IUCN kategoriserar arten globalt som nära hotad.